# John Boozman
John Nichols Boozman [ˈboʊzmən], född 10 december 1950 i Shreveport i Louisiana, är en amerikansk republikansk politiker. Han representerar delstaten Arkansas i USA:s senat sedan 2011. Han representerade Arkansas tredje distrikt i representanthuset 2001–2011.
Boozman gick i skola i Northside High School i Fort Smith. Han studerade 1969–1972 vid University of Arkansas. Han utexaminerades 1977 från Southern College of Optometry.
Kongressledamoten Asa Hutchinson avgick 2001 och Boozman vann fyllnadsvalet för att efterträda Hutchinson i representanthuset.
Under 2017 var Boozman en av 22 senatorer som undertecknade ett brev till president Donald Trump som uppmanade presidenten att få USA att dra sig ur Parisavtalet.
Boozman är baptist. Han och hustrun Cathy har tre döttrar.